# Victor Bivol
Victor (Viktor) Bivol (* 15. července 1977) je bývalý moldavský zápasník–judista a sambista.

## Sportovní kariéra
Připravoval se v Kišiněvě pod vedení Vasile Lucy. V moldavské reprezentaci se pohyboval od roku 1997 v pololehké váze do 66 kg. V roce 2000 se kvalifikoval na olympijské hry v Sydney, kde nestačil ve druhém kole na Číňana Čang Kuang-ťüna.
Od roku 2001 startoval v lehké váze do 73 kg a v roce 2003 se pátým místem na mistrovství světa v Osace kvalifikoval na olympijské hry v Athénách. Od Osaky se na mezinárodních turnajích neukazoval. Do Athén však přijel v mimořádné formě. Od úvodního kola s ním soupeři vydrželi na tatami maximálně 2 minuty. V semifinále narazil na největšího favorita Jihokorejce I Won-huie, kterého po dvaceti sekundách zápasu poslal kombinací o-soto-gari a seoi-nage na lopatky. Rozhodčí ho však nepodržel a zahlásil pouze wazari. Po další minutě ho Jihokorejec hodil svým tai-otoši na ippon a zůstal mu souboj o třetí místo. V souboji o třetí místo prohrál po dvou wazari s Brazilcem Leandrem Guilheirem na wazari-ippon a obsadil 5. místo. Od roku 2005 startoval střídavě v polostřední a lehké váze. V lehké váze se rozhodl, nakonec neúspěšně pro kvalifikaci na olympijské hry v Pekingu. Sportovní kariéru ukončil v roce 2009.
Victor Bivol byl podsaditý a dynamicky judista, autor krásných hodů z jednostranného pravého "sambistického" úchopu.

## Výsledky
| Turnaj             | 1996           | 1997           | 1998           | 1999           | 2000           | 2001       | 2002       | 2003       | 2004       | 2005       | 2006       | 2007       |
| Turnaj             | 19             | 20             | 21             | 22             | 23             | 24         | 25         | 26         | 27         | 28         | 29         | 30         |
| Turnaj             | pololehká váha | pololehká váha | pololehká váha | pololehká váha | pololehká váha | lehká váha | lehká váha | lehká váha | lehká váha | lehká váha | lehká váha | lehká váha |
| ------------------ | -------------- | -------------- | -------------- | -------------- | -------------- | ---------- | ---------- | ---------- | ---------- | ---------- | ---------- | ---------- |
| Olympijské hry     | —              |                |                |                | úč.            |            |            |            | 5.         |            |            |            |
| Mistrovství světa  |                | 3.             |                | úč.            |                | —          |            | 5.         |            | úč.        |            | úč.        |
| Mistrovství Evropy | —              | úč.            | úč.            | 3.             | 5.             | —          | úč.        | —          | —          | úč.        | 7.         | 5.         |
| MS juniorů         | 7.             |                |                |                |                |            |            |            |            |            |            |            |
| ME juniorů         | 3.             | —              |                |                |                |            |            |            |            |            |            |            |